# Niels Brinch
|  | Denne artikel omhandler journalisten Niels Brinch. For musikeren, se Niels Brinck. |
Niels Brinch (født 3. oktober 1956 i København) er en dansk journalist.
Brinch blev uddannet journalist fra Danmarks Journalisthøjskole i 1980 og blev derefter ansat som krimi- og forsvarsreporter ved Frederiksborg Amts Avis. I 1984 skiftede han til en lignende stilling på dagbladet B.T.
Siden stationens start i 1988 har han været ansat på TV 2, først på TV 2 Nyhederne og siden 1991 reporter på Udlandsredaktionen. Fra 1993 parallelt som vært på kriminalmagasinet Station 2 sammen med Jes Dorph-Petersen indtil 2016. Fra 1991-2009 dækkede Brinch som korrespondent krige og konflikter i Rumænien, Somalia, Eks-Jugoslavien og resten af Balkan samt Pakistan, Iran, Israel, Jordan, Bahrein, Kuwait, UAE, Ægypten, Gaza, Afghanistan og Irak. I programmet Rød Zone har Brinch dækket militære elite-enheder i Columbia, Canada, Israel, Frankrig, Rusland, Fremmedlegionen i Fransk Guyana og i Frankrig, Finland og Irak.
På TV 2 har han desuden været medarbejderrepræsentant i TV 2s bestyrelse siden 1995.
Ved siden af værtsrollen på Station 2 er Brinch en populær foredragsholder.